# Rhynchothorax percivali
Rhynchothorax percivali är en havsspindelart som beskrevs av Clark, W.C. 1976. Rhynchothorax percivali ingår i släktet Rhynchothorax och familjen Rhynchothoracidae. Inga underarter finns listade i Catalogue of Life.